# Русская избушка

Русская избушка (укр. Руська хатинка) — книгарня, що розташовувалася на першому поверсі готелю «Франція», на набережній Ялти. Її господарем був караїм Ісаак Абрамович Сінані.

## Історія
|  | У Ялті на Морський набережній був невеликий книжковий магазин старого Сінані любителя літератора і особливо самих літераторів. Знайомство у нього було в сфері артистичній дуже велике. Приїжджі популярності і знаменитості нерідко заходили до нього в магазин, де крім книг, продавалися ще й цигарки, приходили за тютюном, а то й просто так, заради зустрічі з іншими. Іноді можна було бачити і Чехова, що сидить на лавці на вулиці … Оригінальний текст (рос.) В Ялте на Морской набережной был небольшой книжный магазин старика Синани любителя литератора и особенно самих литераторов. Знакомство у него было в сфере артистической очень большое. Приезжие известности и знаменитости нередко заходили к нему в магазин, где кроме книг, продавались еще и папиросы, приходили за табаком, а то и просто так, ради встречи с другими. Иногда можно было видеть и Чехова, сидящем на скамейке на улице… |

Ісаак Сінані був купцем другої гільдії зі старовинного караїмського роду, тож користувався великою повагою в Ялті. 1887-го він заснував книгарню на першому поверсі готелю, і керував нею до кніця свого життя, 1913-го року. Це цікаве місце познайомило його з багатьма відомими особистостями і стало одним із втілень «Чехівської Ялти».
Окрім Антона Чехова та Миколи Телешова (котрий залишив ці рядки), відвідувачами книгарні були Максим Горький, Іван Бунин, Олександр Купрін, Леонід Андреев, Дмитро Мамін-Сибіряк. Сінані познайомив Чехова з архітектором Шаповаловим, котрий побудував його будинок.
Вітрина книгарні була оформлена як руська традиційна ізба (дерев'яна різьблена хатинка), біля неї знаходилася лавка, що стала «письменницькою».
|  | Під час перебування Олексія Максимовича в Ялті в 1899 р. він часто бачиться з Чеховим. То вони зустрічаються в книгарні Сінані — свого роду клубі для приїжджих письменників, художників, артистів, то сидять на лаві біля цього магазину. Оригінальний текст (рос.) Во время пребывания Алексея Максимовича в Ялте в 1899 г. он часто видится с Чеховым. То они встречаются в книжном магазине Синани — своего рода клубе для приезжих писателей, художников, артистов, то сидят на скамье возле этого магазина. |

Для письменників Сінані тримав гостьову книгу — «альбом», у котрій письменники залишали свої автографи, експромти, епіграми, вірші, побажання. Відома вона віршиком Буніна:
|  | В Ялті у зимову пору — Лиш море та Сінані. Пливують хмаринки над горою А решта все в імлі. (пер. з рос. Р. Кононенко) |

Альбом зберігається у Російському державному архіві.
Будівля готелю «Франція» була напівзруйнована під час Другої світової війни і розібрана після її закінчення. Зараз на цьому місці знаходиться невеличка алея з сосен та тамариску, закладена в 1970-х роках. В 2000-х роках існував проект відновлення готелю, у якому планувалось зробити літературну вітальню і «письменницьку» («чеховську») лаву навпроти будівлі.